# Stanisław Cieciszowski
Stanisław Cieciszowski (Cieciszewski) herbu Kolumna (zm. w 1663 roku) – kasztelan liwski w 1649 roku, podkomorzy liwski w 1627 roku.
Poseł na sejm 1627 roku. Poseł sejmiku liwskiego na sejm ekstraordynaryjny 1634 roku. Poseł na sejm 1638 roku.